# Waimakariri
Waimakariri (ang. Waimakariri River) – rzeka roztokowa w Nowej Zelandii, we wschodniej części Wyspy Południowej, w regionie Canterbury. Liczy około 160 km długości; powierzchnia dorzecza – około 2600 km².
Źródło rzeki znajduje się w Alpach Południowych. Rzeka płynie w kierunku południowo-wschodnim, w dolnym biegu przez nizinę Canterbury. Uchodzi do Zatoki Pegaza (Ocean Spokojny), w pobliżu miasta Kaiapoi, na północ od Christchurch.
Nazwa rzeki oznacza w języku maoryskim „zimne wody”.